# Campionati svedesi di sci alpino 1980
Ai Campionati svedesi di sci alpino 1980 furono assegnati i titoli di discesa libera, slalom gigante e slalom speciale, sia maschili sia femminili.

## Risultati
| Specialità      | Uomini                | Donne        |
| --------------- | --------------------- | ------------ |
| Discesa libera  | Rune Säfvenberg       | Ann Melander |
| Slalom gigante  | Lars-Göran Halvarsson | Ann Melander |
| Slalom speciale | Stig Strand           | Ann Melander |